# Podocarpus angustifolius
Podocarpus angustifolius là một loài thực vật hạt trần trong họ Thông tre. Loài này được Griseb. miêu tả khoa học đầu tiên năm 1866.